# Pure Country: Il dono
Pure Country: Il dono (Pure Country 2: The Gift) è un film del 2010 diretto da Christopher Cain.
Pellicola statunitense di genere drammatico e sentimentale.

## Trama
Dotata di una voce particolarmente bella,la protagonista Bobbie lascia la sua città per trasferirsi a Nashville. Prima di partire, Ella la zia le regala un medaglione con la foto della madre e un biglietto da cento dollari per un eventuale ritorno a casa. Nel corso del suo cammino alla ricerca di fama e successo, Bobbie non ascolterà i consigli della zia e facendo arrabbiare i tre angeli che vegliano su di lei, si ritroverà senza voce.